# Abutilon hypoleucum
Abutilon hypoleucum är en malvaväxtart som beskrevs av Asa Gray. Abutilon hypoleucum ingår i släktet klockmalvor, och familjen malvaväxter. Inga underarter finns listade i Catalogue of Life.